# Bonifaców
Bonifaców – majętność ziemska w dawnym powiecie lucyńskim (Łatgalia, dziś w granicach administracyjnych okręgu Balvi na Łotwie), parafia Birże Inflanckie (dziś pod łotewską nazwą Bērzpils pagasts), o wiorstę od kościoła birżańskiego oddalona, ma 772 dziesięcin gruntu (169 dziesięcin roli ornej, 6 dzies. lasu, 597 dzies. nieużytków), w latach 80. XIX wieku własność Nestora Benisławskiego. Bonifaców w roku 1916 należał do bratanka sędziwego już wówczas, częściowo sparaliżowanego po wylewie krwi do mózgu etnologa Gustawa Manteuffla, który zmarł tam 24 kwietnia tego roku.
Dziś nosi nazwę Bonifacova, współrzędne geograficzne 56°49'0"N  27°5'22"E, znajduje się w trójkącie miejscowości Saksmale (na północny zachód), Sola (na północny wschód) i Silamuiža (na południowy zachód), około dwóch kilometrów na północ od rzeki Wiskuła (łot. Iča).